# آنتون نوسیک
آنتون نوسیک (روسی: Анто́н Бори́сович Но́сик؛ ۴ ژوئیهٔ ۱۹۶۶ – ۹ ژوئیهٔ ۲۰۱۷) روزنامه‌نگار، مدیر، نویسنده، ستون‌نویس، دانشمند رایانه، و وبلاگ‌نویس اهل اتحاد جماهیر شوروی سوسیالیستی بود.
او به عنوان «پدر رایانه روسیه» و یا اولین بلاگ‌نویس زبان روسی شناخته می‌شود. او بر اثر حمله‌ٔ قلبی در سن ۵۱ سالگی در مسکو درگذشت.